# Зелена Діброва (Сумський район)
Зеле́на Дібро́ва (до 2024 року — Зелена Ро́ща) —  село в Україні, у Садівській сільській громаді Сумського району Сумської області. Населення становить 37 осіб. До 2020 орган місцевого самоврядування — Сульська сільська рада.

## Населення

### Мова
Розподіл населення за рідною мовою за даними перепису 2001 року:
| Мова       | Кількість | Відсоток |
| ---------- | --------- | -------- |
| українська | 37        | 100%     |

## Назва
19 вересня 2024 року Верховна Рада підтримала перейменування села Зелена Роща на Зелена Діброва. 26 вересня 2024 року перейменування набуло чинності.

## Географія
Село Зелена Діброва знаходиться на відстані 1 км від села Сула. Поруч проходить автомобільна дорога Н07.

## Історія
12 червня 2020 року, відповідно до Розпорядження Кабінету Міністрів України № 723-р «Про визначення адміністративних центрів та затвердження територій територіальних громад Сумської області» увійшло до складу Садівської сільської громади.
19 липня 2020 року, в результаті адміністративно-територіальної реформи та ліквідації Сумського району(1923—2020), село увійшло до складу новоутвореного Сумського району.